# Pune Warriors India
Pune Warriors India foi um clube de críquete da Índia. Sua sede era na cidade de Pune. A equipe disputou a Indian Premier League. Seu estádio inicial era o DY Patil Stadium com capacidade para 60.000 espectadores.
A franquia foi criada em 2010, em conjunto com o Kochi Tuskers Kerala, de propriedade do grupo Sahara India Pariwar. O time disputou três temporadas e foi dissolvido em 2013 devido a diferenças financeiras com a liga.